# Wilhelm Friedmann (Romanist)
Wilhelm Friedmann (* 19. März 1884 in Wien; † 11. Dezember 1942 in Bedous) war ein deutsch-österreichischer Romanist und Literaturwissenschaftler.

## Leben
Friedmann wurde in eine jüdische Familie geboren, konvertierte aber in späteren Jahren zum Protestantismus. Er studierte ab 1903 in Heidelberg, Wien und Berlin. Er wurde 1907 in Wien über Die altitalienischen Heiligenlegenden des Codex Flor. XXXVIII 110 in sprachlicher Hinsicht (Halle a.S. 1908) promoviert und habilitierte sich 1910 an der Universität Leipzig mit der Arbeit Einleitung zu einer kritischen Ausgabe der Gedichte des Troubadours Arnaut de Mareuil. Im Ersten Weltkrieg geriet Friedmann in russische Kriegsgefangenschaft und flüchtete von dort nach Wien.
Friedmann war von 1920 bis 1929 als Lektor für Romanische Philologie an der Universität Leipzig tätig, dann vertrat er bis 1930 ein Ordinariat an der Universität Greifswald und lehrte anschließend von 1930 bis 1933 auf seiner Lektorenstelle als außerordentlicher Professor in Leipzig. Nach der Machtergreifung wurde Friedmann im September 1933 die Lehrbefugnis entzogen und im November 1933 folgte die Entlassung nach § 4 des Gesetzes zur Wiederherstellung des Berufsbeamtentums mit der offiziellen Begründung, er habe eine pazifistische Gesinnung und pflege enge Kontakte zu linken französischen Intellektuellen. Vorgeworfen wurde ihm auch seine frühere Unterstützung für Emil Julius Gumbel.
Friedmann ging noch im Jahr 1933 nach Paris, dort bekam er Unterstützung und konnte an der École pratique des hautes études über italienische Philologie lehren, Vorträge über französische Autoren der Gegenwart halten. Außerdem hielt er Vorlesungen an der Freien Deutschen Hochschule und veröffentlichte in der Emigrantenzeitung Die Zukunft, zuletzt im Mai 1939.
Am 10. Dezember 1942 wurde Wilhelm Friedmann von der deutschen Gestapo im damals besetzten Frankreich festgenommen. Er tötete sich am 11. Dezember durch die Einnahme von Gift in Bedous, unweit der spanischen Grenze.

## Exil
Die Situation der Familie Friedmann im Exil untersucht eine Studie, die im Jahr 2005 erschien. Der Akzent dieser Studien liegt in einer Rekonstruktion der intellektuellen und institutionellen Netzwerke, die sich in Frankreich, Großbritannien und in den USA formiert hatten, um rassisch verfolgten Wissenschaftlern die Flucht zu ermöglichen. Die Beiträge von Ruiz (Bordeaux), Steele (Vancouver) und Delphis dokumentieren und analysieren anhand erstmals veröffentlichter Archivmaterialien und Briefen, wie sich namhafte Personen, z. B. Thomas Mann, Stefan Zweig, Friderike Zweig, Gustave Cohen u. a. in Briefen und Petitionen bemühten, Wilhelm Friedmann die Flucht aus Frankreich in ein US-Exil zu ermöglichen. Dabei wird sichtbar, wie sich die Lebensverhältnisse von Friedmann und seiner Familie in den Jahren des Exils in Frankreich im Spannungsfeld versuchter Auswanderung und romanistischer Forschung vor Ort im Béarn gestalteten. So dokumentiert die Studie von Ruiz auch Friedmanns Ergebnisse der dialektologischen und phonologischen Betrachtungen zum Bearnesischen im Vallée d’Aspe, wo er mit seiner Familie von 1940 bis 1942 Unterschlupf gefunden hatte.

## Werke (Auswahl)
- Einleitung zu einer kritischen Ausgabe der Gedichte des Troubadours Arnaut de Mareuil. Habilitationsschrift. Karras, Coswig 1910.
- Die französische Literatur im XX. Jahrhundert. Eine Skizze. H. Haessel, Leipzig 1914.
- André Gide. Ein geisteswissenschaftlicher Versuch. In: Idealistische Neuphilologie. Festschrift für Karl Vossler. Heidelberg 1922.
- Maintien ou rétablissement des consonnes sourdes dans les parlers de la vallée d’Aspe.